# 奥格斯堡木偶箱剧院

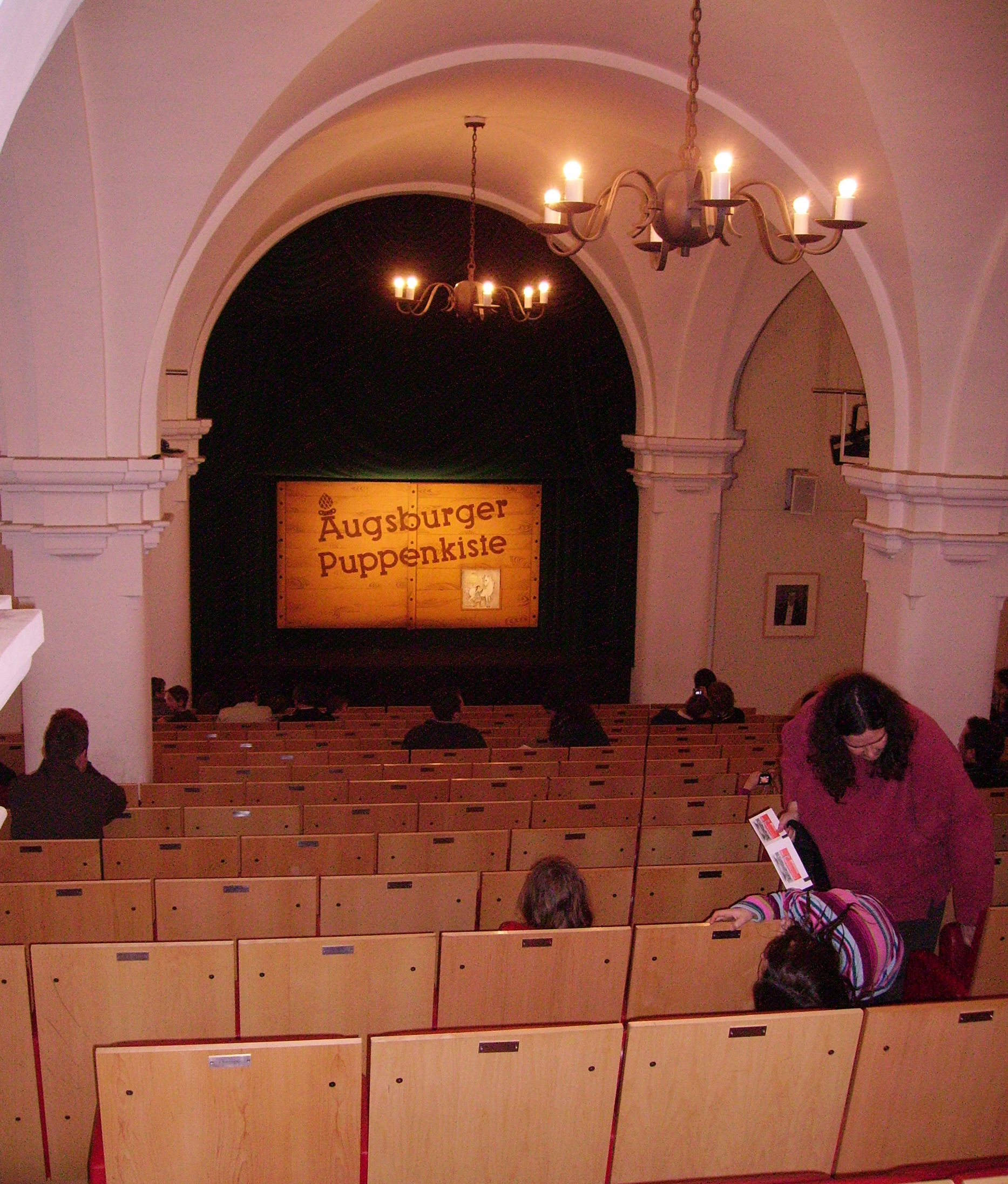

奥格斯堡木偶箱剧院（Augsburger Puppenkiste）是德国奥格斯堡的一个悬丝傀儡剧院。
它位于奥格斯堡历史中心的原圣灵医院（Heilig-Geist-Spital）。自1948年以来，奥格斯堡木偶箱剧院一直在将童话和严肃作品改编为木偶剧。1953年，它开始制作电视连续剧，因制作一些著名作品而在全国获得轰动。

## 家族企业

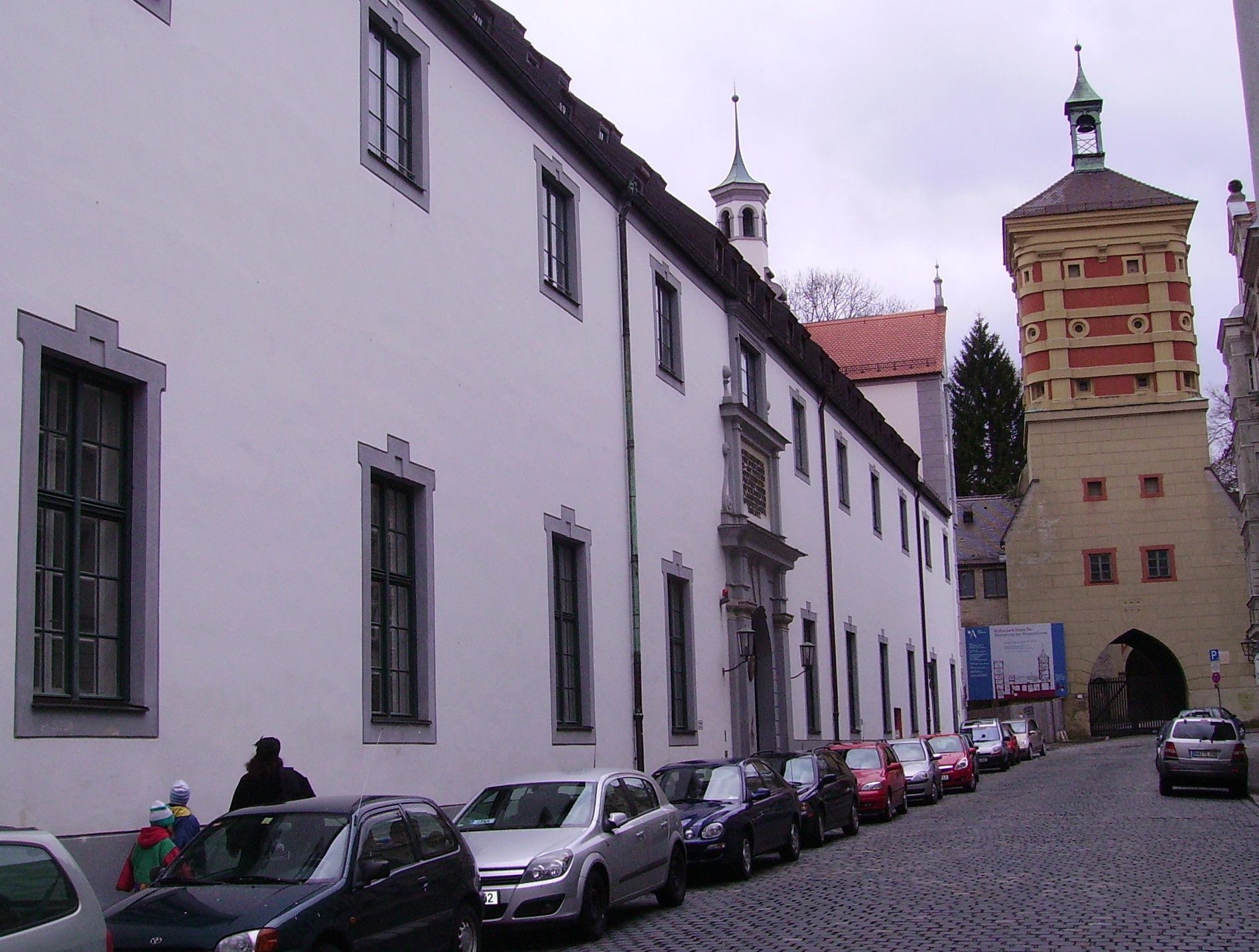

1943年，沃尔特·欧米琴（1901-1977年）与妻子罗斯·欧米琴（1901-1985年）及其女儿汉内洛雷（1931-2003年）和乌拉（1901-1977年）共同创办了自己的小型木偶剧院。1944年2月26日夜间，在一次轰炸后，舞台在一场大火中被摧毁。幸运的是，他们都活了下来。尽管战后时期存在种种困难，欧米琴一家在原圣灵医院找到了一个房间来表演节目，在1948年2月26日重开木偶剧院，距离剧院被毁恰好四年时间。
1973年，汉内洛雷和她的丈夫接管了剧院。1992年，剧院又由她的儿子克劳斯·马沙尔接管。2000年，奥格斯堡市制定了红门文化公园（Kulturpark Rotes Tor）规划。一个新的剧院大厅在旧剧院对面建成，2000年10月开业。2004 年，奥格斯堡木偶箱剧院赢得了2004 年，奥格斯堡木偶箱剧院赢得了德国著名的电影奖金相机奖（Goldene Kamera）。

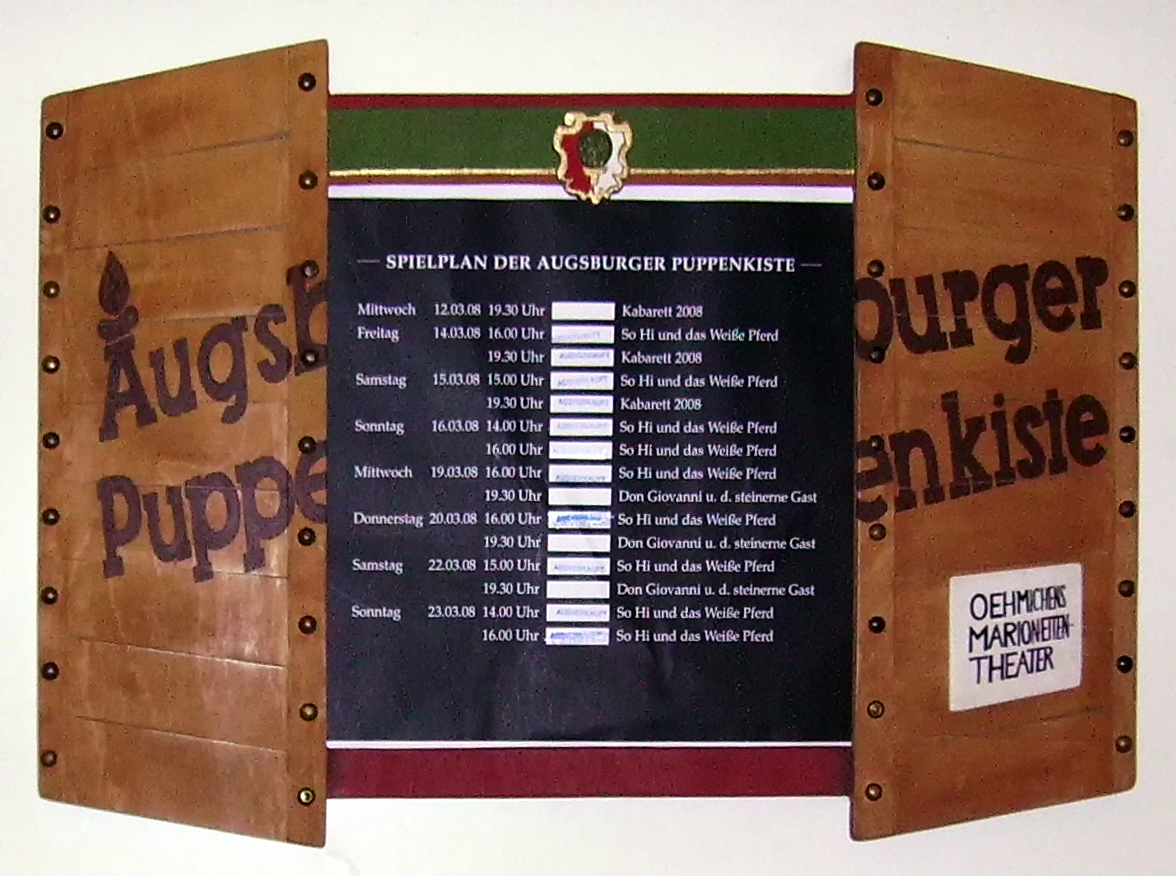